# زبان‌های بومی آمریکا
زبان‌های بومی آمریکا زبان‌هایی هستند که توسط سرخ‌پوستان از جنوبی‌ترین قسمت‌های آمریکای جنوبی تا شمالی‌ترین قسمت‌های آمریکای شمالی یعنی گرینلند و آلاسکا به آن سخن گفته می‌شود که شامل تمام قاره آمریکا می‌شود.این زبان‌های بومی شامل دهها خانواده زبانی مجزا و همینطور زبان‌های ایزوله و رده بندی نشده‌است.بر پایه گزارش یونسکو بسیاری از این زبان‌ها به‌شدت در معرض انقراض هستند و برخی نیز از بین رفته‌اند. در حال حاضر دو زبان یوتو-آزتک و زبان‌های آتاباسکی از بزرگترین خانواده‌های زبانی از این گروه هستند.

## پیش زمینه
رواج این زبان‌ها در قاره آمریکا به دوران ورود اقوام پالئو به قاره جدید بازمی‌گردد. در این دوره بومیان نواحی سیبری و مناطق سردسیر شمالی آسیا با گذر از تنگه برینگ وارد قاره جدید شدند. در نظریه تماس با قاره آمریکا پیش از کریستف کلمب این مطلب نیز بیان می‌شود که شمال از بومیان نیز احتمالا از اقیانوس آرام خود را به مناطق جنوبی این قاره رسانده‌اند. زبان‌های که میان سرخپوستان رایج بوده گاهی از خانواده‌های کاملاً مجزا بوده که هیچ رابطه‌ای با یکدیگر نداشته‌اند. دلایل مختلفی برای این گوناگونی زبانی در قاره آمریکا گذاشته‌اند. در این مورد که اگر سرخپوستان با اصل مشترک به قاره آمریکا آمده‌اند چرا زبان‌هایشان با زبان‌های سایر مردم قدیم جهان و حتی ناحیه سیبری همسویی و هم خانوادگی ندارد و تا این حد خانواده‌های زبانی در قاره آمریکا متعدد است نظرات گوناگونی ارائه شده. از عمده نظراتی که در این زمینه وجود دارد می‌توان به هفت نظریه اشاره کرد:
- ورود جامعه مهاجر تک زبانی به قاره آمریکا و شکل‌گیری گونه‌های متفاوت از یک اصل.
- ورود جامعه‌های مهاجر با زبان‌های جداگانه به قاره جدید که مورد استقبال ادوارد ساپیر است.
- مهاجرت‌های چندگانه.
- یک جامعه مهاجر با چند زبان مختلف.
- هجوم جوامعی با زبان‌های مرتبط در قدیم که امروز ارتباطشان از میان رفته‌ست.
- نابودی روابط زبان‌های مرتبط در دنیای قدیم.
- مهاجرت از اقیانوس آرام به عنوان عامل اختلاف روابط زبانی در قاره آمریکا.[۲]

## در آمریکای شمالی

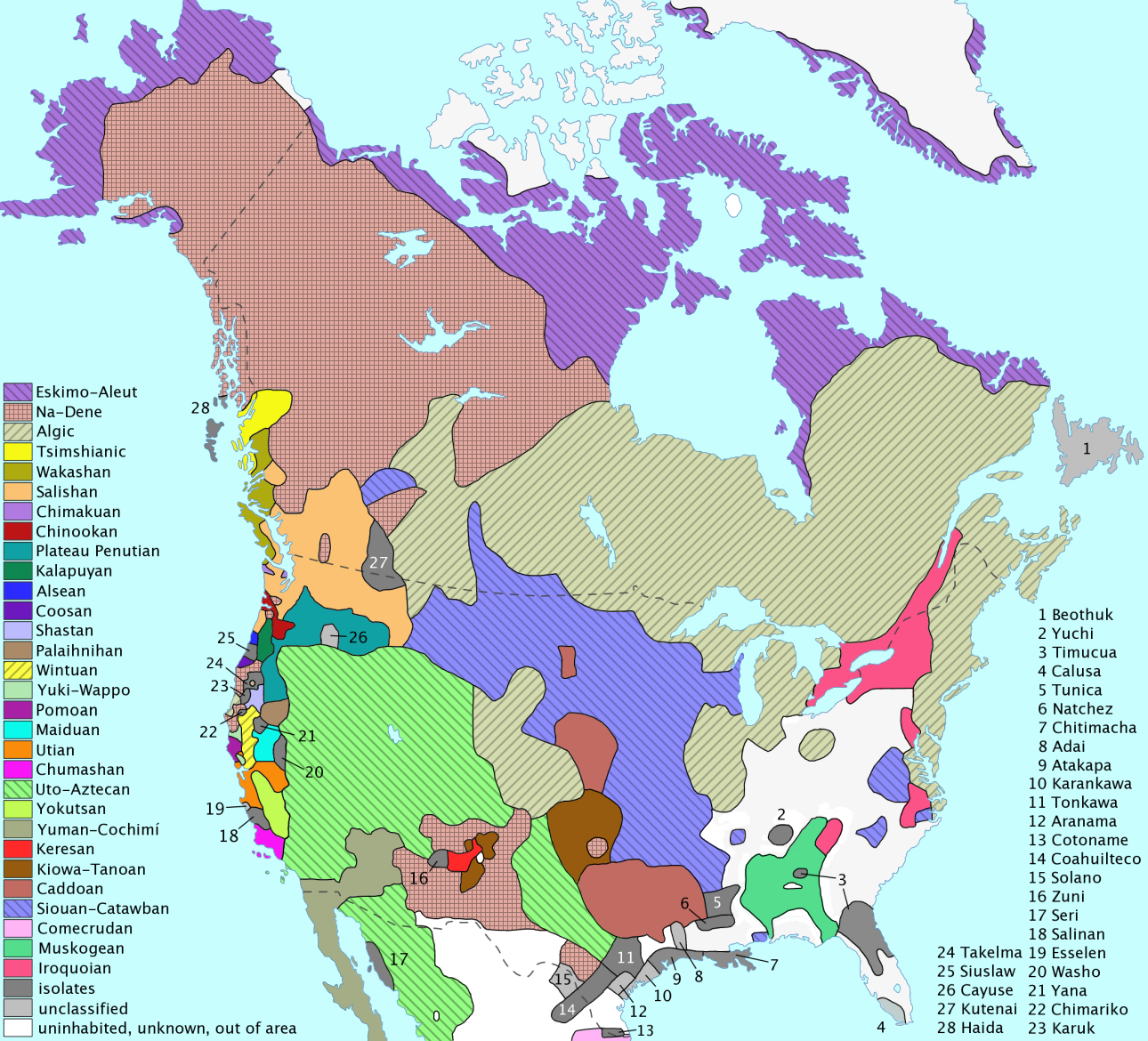
زبان‌های بومی آمریکای شمالی و مکزیک

این زبان‌ها که توسط بومی‌های آمریکای شمالی بکار می‌رفته یا می‌رود به کشورهای کانادا، آمریکا، گرینلند و نیمه شمالی کشور مکزیک مربوط می‌شوند. حدود ۲۹۶ زبان بومی در مکزیک رایج است که ۲۶۹ مورد آن به ۲۹ خانواده زبانی متفاوت باز می‌گردد. باقی ۲۷ زبان بومی نیمه شمالی مکزیک ایزوله بوده یا هنوز طبقه‌بندی نشده‌اند. پرگویشورترین خانواده زبانی در این منطقه یوتو آزتک است که نزدیک به دو میلیون گویشور دارد. شمار زیادی از خانواده‌های زبانی هم در کشور کانادا وجود دارد که گویشوران اینوئیت از مهم‌ترین گروه‌های آن هستند. در خاک آمریکا هم توسط بومیان ایالات متحده آمریکا زبان‌های متعددی رواج دارد.

## در آمریکای مرکزی و حوزه دریای کارائیب
این زبان‌ها در منطقه مزوآمریکا یا نیمه جنوبی آمریکای مرکزی و حوزه دریای کارائیب بدان سخن گفته می‌شود. زبان مایایی بزرگترین خانواده این زبان‌هاست. زبان کریول نیز که از زبان‌های ترکیبی بومی و مهاجران اروپایی است نیز گاهی در میان این زبان‌ها جای داده می‌شود. شمار زیادی از این زبان‌ها نیز از میان رفته‌اند.

## در آمریکای جنوبی

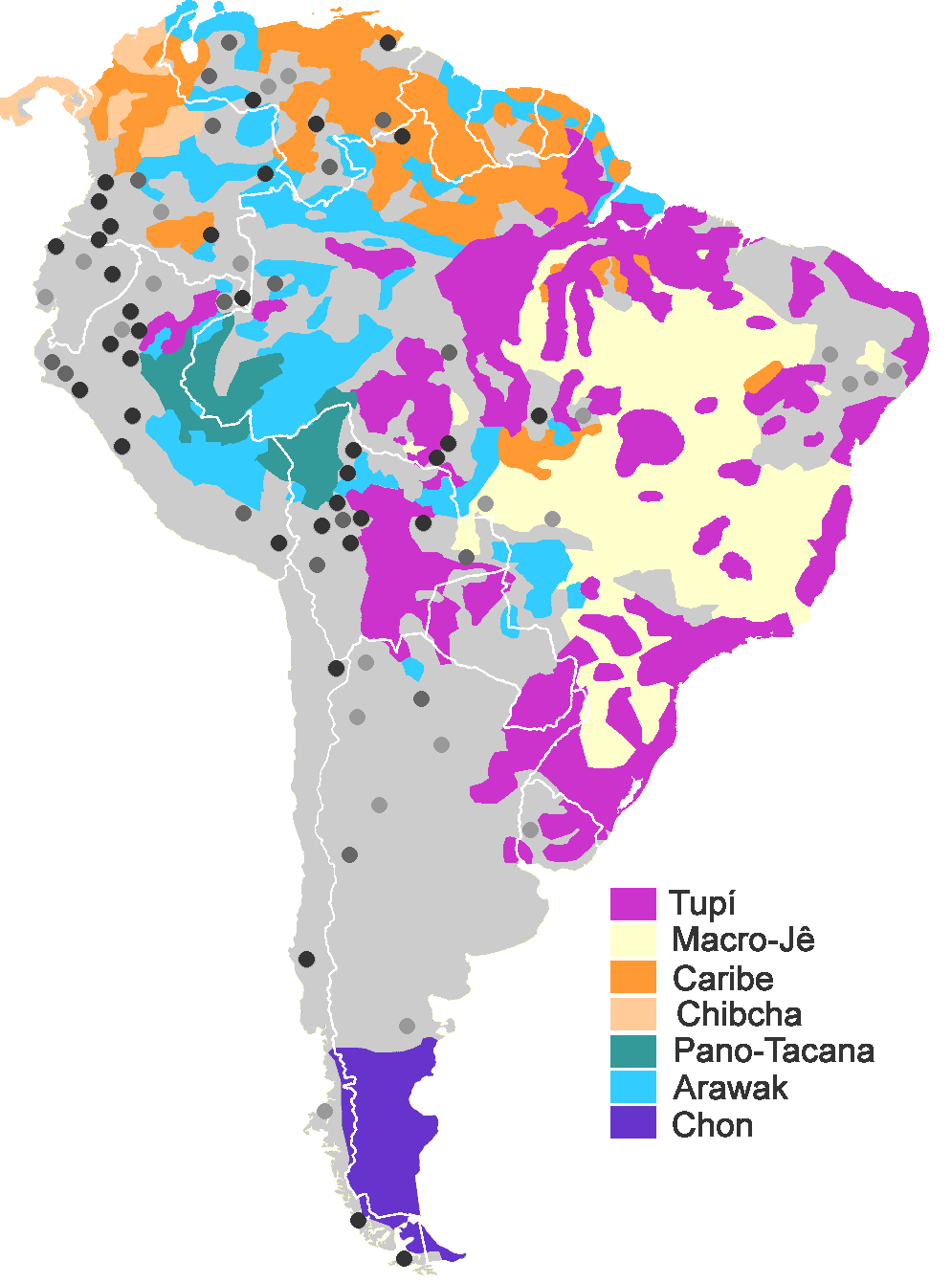
برخی از خانواده‌های زبانی بومی پرگویشور در آمریکای جنوبی.

زبان‌های بومی آمریکای جنوبی در قاره آمریکای جنوبی رایج است. این زبان‌ها نیز خانواده‌های متفاوتی دارند. برخی از این زبان‌ها مانند زبان ماپوچه دارای مشترکاتی با زبان‌های بومیان اقیانوس آرام در منطقه اقیانوسیه است. زبان کچوآ از مهم‌ترین این خانواده‌های زبانی است. از دیگر زبان‌های مهم این منطقه زبان آیمارا و زبان گوارانی می‌باشند. زبان آرواکی نیز از زبان‌های این منطقه است.